# Intifada Al-Aqsa
Cea de-a doua Intifadă, de asemenea, cunoscută și sub numele de Intifada de la Al-Aqsa (Arabă: انتفاضة الأقصى, ebraică: אינתיפאדת אל - אקצה, Intifādat Al-Aqsa) a fost cea de-a doua revoltă arabă palestiniană contra Israelului produsă după Războiul de Șase Zile din iunie 1967. Spre deosebire de Prima Intifadă (1987-1993), ea s-a declanșat după semnarea Acordurilor de la Oslo, întoarcerea conducerii OEP în frunte cu Yasser Arafat în Cisiordania și Fâșia Gaza și alcătuirea Autorității Naționale Palestiniene, și caracterul ei spontan a fost discutabil. Intifada Al Aqsa a fost o perioadă de acte intense de violențe palestiniene și represalii israeliene, care au început la sfârșitul lui septembrie 2000. Acțiunea care a încins spiritele a fost vizita unui grup de deputați israelieni în frunte cu Ariel Sharon, pe Muntele Templului, pe esplanada moscheii El Aqsa.  
"Al-Aqsa" este numele principalei moschei musulmane din Ierusalim, construită în secolul al 7-lea pe Muntele Templului în Orașul Vechi, în aria unde a fost Templul regelui Solomon și apoi cel de-al doilea Templu al evreilor, din care anumite urme sunt vizibile și astăzi.
"Intifada" este un termen arab care literalmente înseamnă "scuturare" și se referă la revolta violentă caracterizată prin acte numeroase de terorism împotriva persoanelor civile israeliene, care a fost privită ca o modalitate politică legitimă, acceptată și încurajată de instituțiile oficiale palestiniene.
O caracteristică evidentă a Intifadei Al-Aqsa a fost folosirea pe scară largă a atentatelor explozive sinucigașe, dar și a atentatelor cu arme de foc contra civililor israelieni, inclusiv în localități din inima Israelului. Acestea au fost semnalate mai ales din octombrie 2000. Numele de Intifadat al Aqsa a fost folosit, se pare, prima dată, la 30 septembrie 2000 de către politicianul arab palestino-israelian Ahmed Tibi, deputat în Knesset
Intifada a provocat reacții militare care au dus la importante pierderi de vieți omenești precum și la pagube materiale notabile suferite de palestinieni. Ea a dus la destrămarea în mare măsură a procesului de pace israelo-palestinian promovat de Acordurile de la Oslo din 1993 și la escaladarea majoră a conflictului. În cursul ei au căzut mii de victime  de ambele părți, atât în rândurile combatanților cât și ale civililor. Intifada a doua a avut drept consecință încetarea în mare măsură a folosirii mâinii de lucru palestiniene în Israel, o și mai mare izolare între regiunile locuite de arabii palestinieni și Israel, prin construirea gardului și zidului de separare destinat să împiedice pătrunderea de teroriști arabi pe teritoriul locuit de israelieni, a dus la arestarea și judecarea a numeroși conducători palestinieni implicați in conducerea acțiunilor violente, și pe termen lung, la evacuarea în anul 2006 a Fâșiei Ghaza de către coloniștii evrei și armata israeliană și intrarea acestei regiuni în mâinile Organizației islamiste Hamas. Economia Israelului a suferit în timpul Intifadei un proces de stagnare a cărui culme s-a produs în anii 2002 si 2003, iar economia palestiniană a suferit o grea lovitură.

## Începutul celei de-a doua Intifadă
Data de începere a celei de a doua intifadă este mult discutată.
Încă la 15 mai 2000, așa numita Zi a Nakbei(comemorarea „catastrofei” palestiniene din anii 1948-1949) a prilejuit izbucnirea de tulburări violente in Cisiordania și Fâșia Gaza, care au durat trei zile. Demonstrațiile de masă organizate de membri ai Fatah s-au însoțit de numeroase acte de aruncări de pietre și sticle incendiare, iar apoi de focuri de armă din partea membrilor organizației Tanzim legate de Fatah și a milițienilor palestinieni. Focarele de violență au fost Mormântul lui Iosif, Intersecția Ayosh (a regiunii Iudeea și Samaria), Mormântul Rahilei, intrarea de sud a orașului Tulkarm și intersecția Netzarim. Incidentele in care au fost omorâți 8 palestineni și răniți sute de palestineni și 30 de israelieni (majoritatea ușor) au fost considerate un antecedent al Intifadei a doua care a izbucnit dupa 4 luni și jumătate.  
Începutul celei de-a doua Intifada a avut loc, în opinia observatorilor, la 28 septembrie 2000, imediat după vizita la 27 septembrie 2000 a unui grup de deputați israelieni de opoziție în frunte cu Ariel Sharon pe Muntele Templului, loc cunoscut de musulmani ca sanctuarul Al-Haram Al-Sharif. Vineri,în 29 septembrie,au fost introduse în zonă forțe de poliție și militare, și s-au înregistrat ciocniri cu decese. Unele surse israeliene consideră că tulburările au avut legătură cu eșecul negocierilor dintre premierul israelian Ehud Barak și Yasser Arafat la Summit-ul de la Camp David din iulie 2000. Exisă dovezi că au existat victime israeliene încă din 27 septembrie, acest lucru este punctul de vedere exprimat de către Ministerul de Externe israelian. Majoritatea mass-mediei au avut în vedere faptul că vizita lui Sharon a fost scânteia care a declanșat violențele de la începutul celei de-a doua intifadă. În primele cinci zile de după vizită, forțele de securitate israeliene au ucis 47 palestinieni și au rănit 1885, în timp ce cinci israelieni au fost uciși de palestinieni.
Unii au considerat că vizita lui Sharon pe Muntele Templului ar fi fost o manevră a forțelor ce se împotriveau procesului de pace și care prin declanșarea acestei acțiuni palestiniene, sperau în anularea acestui proces.
După opinia generalilor Moshe Yaalon și Shaul Mofaz care au condus armata israeliană în acea perioadă, este foarte probabil că Intifada a doua nu a fost o răscoală populară spontană, ci o inițiativă premeditată a conducătorului OEP și al Autorității Palestinene, Yasser Arafat, care dorea să silească pe cale violentă Israelul, la concesii în avantajul părții palestinene

## Fundalul imediat al celei de-a doua Intifade
La 11 iulie - 25 iulie 2000 a avut loc la Camp David un „Summit de pace” pentru Orientul Mijlociu la care au luat parte președintele american Bill Clinton, prim-ministrul israelian Ehud Barak, și președintele Autorității Palestiniene Yasser Arafat. Convorbirile au eșuat pentru că nu s-a reușit să se ajungă la un consens între părți. Au fost patru principale obstacole în calea acordului: probleme de teritoriu, Ierusalimul, Muntele Templului și "dreptul de a se întoarce" pe teritoriul Israelului al refugiaților palestinieni de la 1948. 
Yasser Arafat și parlamentul palestinian au amânat o nouă declarație de proclamare a unui stat palestinian independent care era planificată de partea palestiniană pentru 13 septembrie 2000.(O astfel de proclamare a mai avut loc odată la Alger în anul 1988)
La 16 septembrie 2000 palestinienii au comemorat masacrul din 1982 de la Sabra și Shatila .
La 27 septembrie 2000 sergentul israelian David Biri a fost rănit într-un atac cu bombă în apropierea localității Netzarim în Fâșia Gaza. A murit a doua zi.
La 29 septembrie 2000 în timpul unei misiuni de patrulare comune israelo-palestiniene, căpitanul israelian Yossef Tabja a fost împușcat mortal de un coleg de patrulă palestinian.  
Băiatul palestinian de 12 ani Muhammad al-Durrah a devenit în media arabă și apoi cea internațională un simbol al suferinței palestinienilor din 2000, după ce a fost omorât la data de 30 septembrie 2000 în timp ce încerca să se ascundă cu tatăl său, în cursul unor ostilități dintre palestinieni și militari israelieni .S-a declanșat o lungă controversă cu privire la identitatea celor care l-au omorât, militanții palestinieni - din greșeală - sau armata israeliană.
La 1 octombrie mii de palestinieni au asaltat locul de rugăciune folosit de evrei la așa numitul Mormânt al lui Iosif din Nablus, grănicerul israelian de origine druză Yussef Madhat fiind rănit de un trăgător și, apoi, lăsat să sângereze până la moarte.
La 12 octombrie 2002 doi soldați rezerviști israelieni, Vadim Nurjitch și Yossi Avraham care s-au rătăcit și au intrat în orașul Ramallah, reședința Autorității Palestiniene, au fost linșați de mulțime în stația de poliție palestiniană.

## Prezentare generală

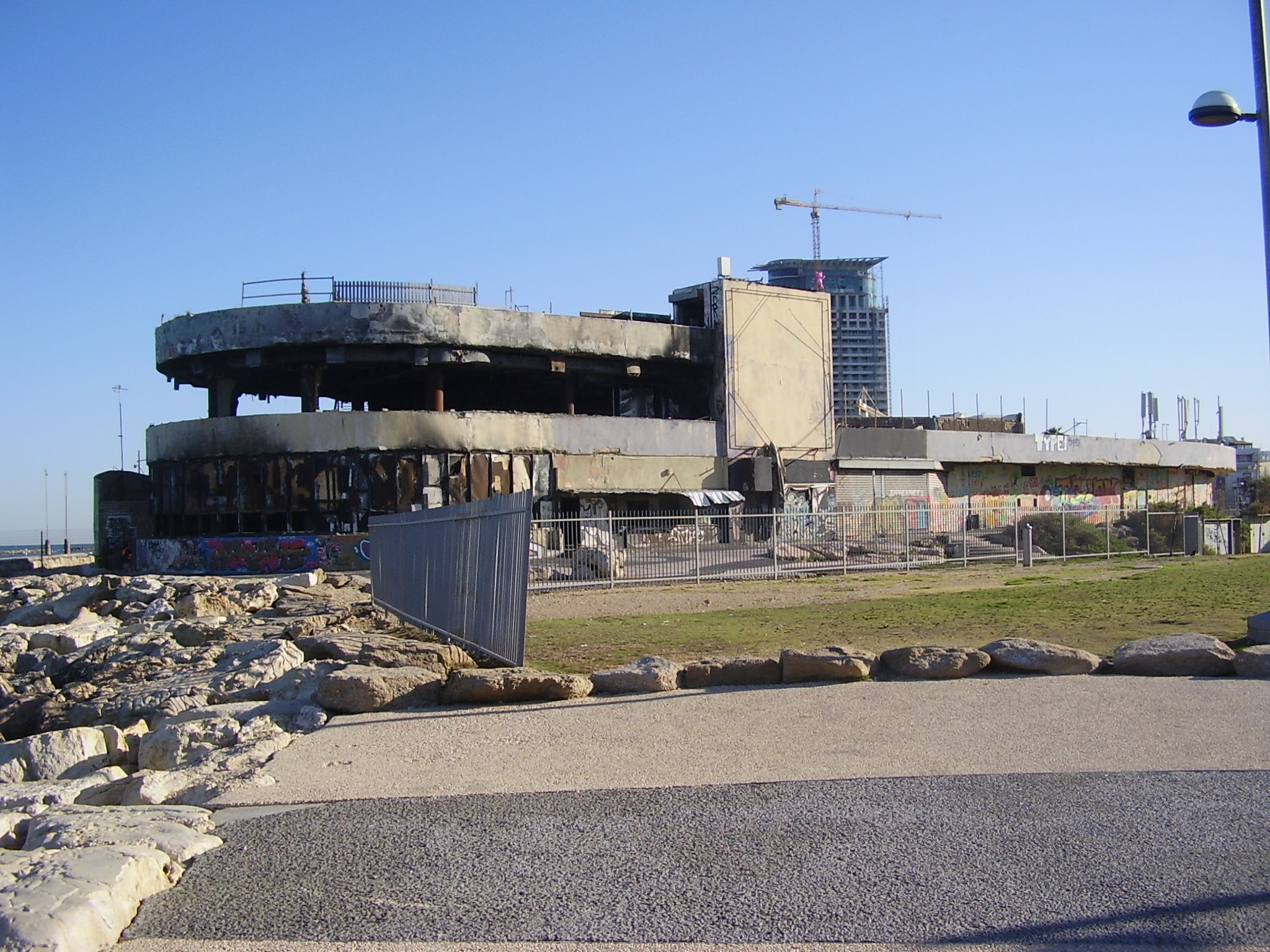
Discoteca Delfinariului din Tel Aviv după atentatul "sinucigaș" palestinian de la 1 iunie 2001

Palestinienii consideră că în cea de-a doua intifadă au luptat pentru eliberare națională, justiție și împotriva ocupației israeliene. Mulți israelieni evrei o consideră a fi un "val de terorism palestinian" fără precedent, instigat și planificat de liderul palestinian Yasser Arafat.
Tacticile palestiniene au trecut de la proteste în masă și greve generale, similare cu prima intifadă, la atacuri armate asupra coloniștilor, civililor și forțele israeliene de securitate, atentate sinucigașe cu bombe sau atentate în masă cu arme de foc în inima unor localități israeliene și lansarea de rachete Qassam asupra unor zone rezidențiale israeliene.
Tacticile israeliene de apărare si represalii au inclus paralizarea deplasării palestinienilor- înființarea de puncte de control, de asemenea și punerea în aplicare a unor blocade stricte în anumite domenii, ca mijloc de luptă economică. Obiectivul atacurilor a fost distrugerea unor infrastructuri ale Autorității Palestiniene, cum ar fi sediile de poliție și închisorile palestiniene, destinate a convinge Autoritatea Palestiniană să urmeze cererile israeliene de a pune capăt violențelor. 
Israelul de asemenea, a trimis periodic unități militare pe teritoriul descris în conformitate cu acordurile de la Oslo ca zona A, preluând locul forțelor de securitate palestiniene, care, în parte, contrar acordurilor, începuseră să-și îndrepte armele contra militarilor israelieni, precum și controlul civil. Israelul a recurs de asemenea la demolări punitive de case (măsură moștenită de la mandatul britanic), demolări ale unor magazine, pe motiv că funcționau fără permis, după ce refuza să elibereze asemenea permise. [Nevoie de citare] Israelul de asemenea a procedat la arestări în masă și la acțiuni de lichidare a unor comandanți palestinieni implicați în organizarea actelor de terorism (de multe ori provocând și victime civile). [Nevoie de citare].
Intifada Al Aksa era numită uneori în rândurile taberei israeliene de dreapta și „Războiul Oslo-ului” (מלחמת אוסלו) fiind considerată a fi rezultatul concesiilor mari făcute de Israel prin acordurile de la Oslo, ca de pildă permisiunea dată conducerii Organizației pentru Eliberarea Palestinei în frunte cu Arafat și a mii de militanți ai acesteia de reveni din exil pe Teritoriile Palestiniene și întemeierea pe aceste teritorii a unor forțe de securitate palestiniene înzestrată cu arme de foc. Ambele părți, atât israelienii cât și palestinienii s-au acuzat reciproc pentru eșecul procesului de pace de la Oslo.

## Tactica
Tactica celor două părți în conflict este în mare măsură bazată pe resursele și obiectivele de care dispun.

### Israel

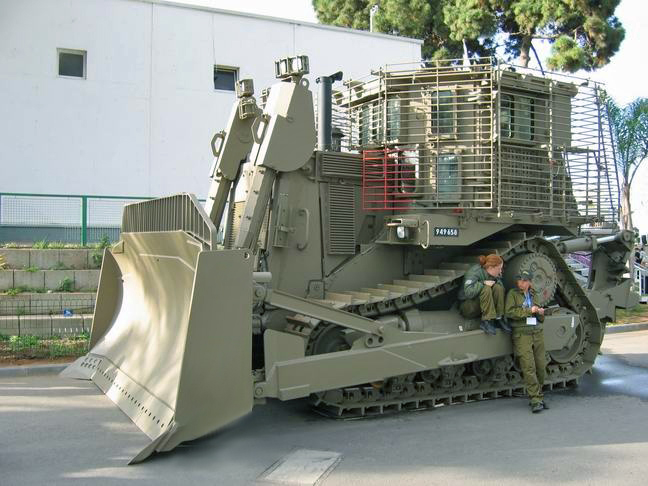
Buldozer FAI Caterpillar D9.

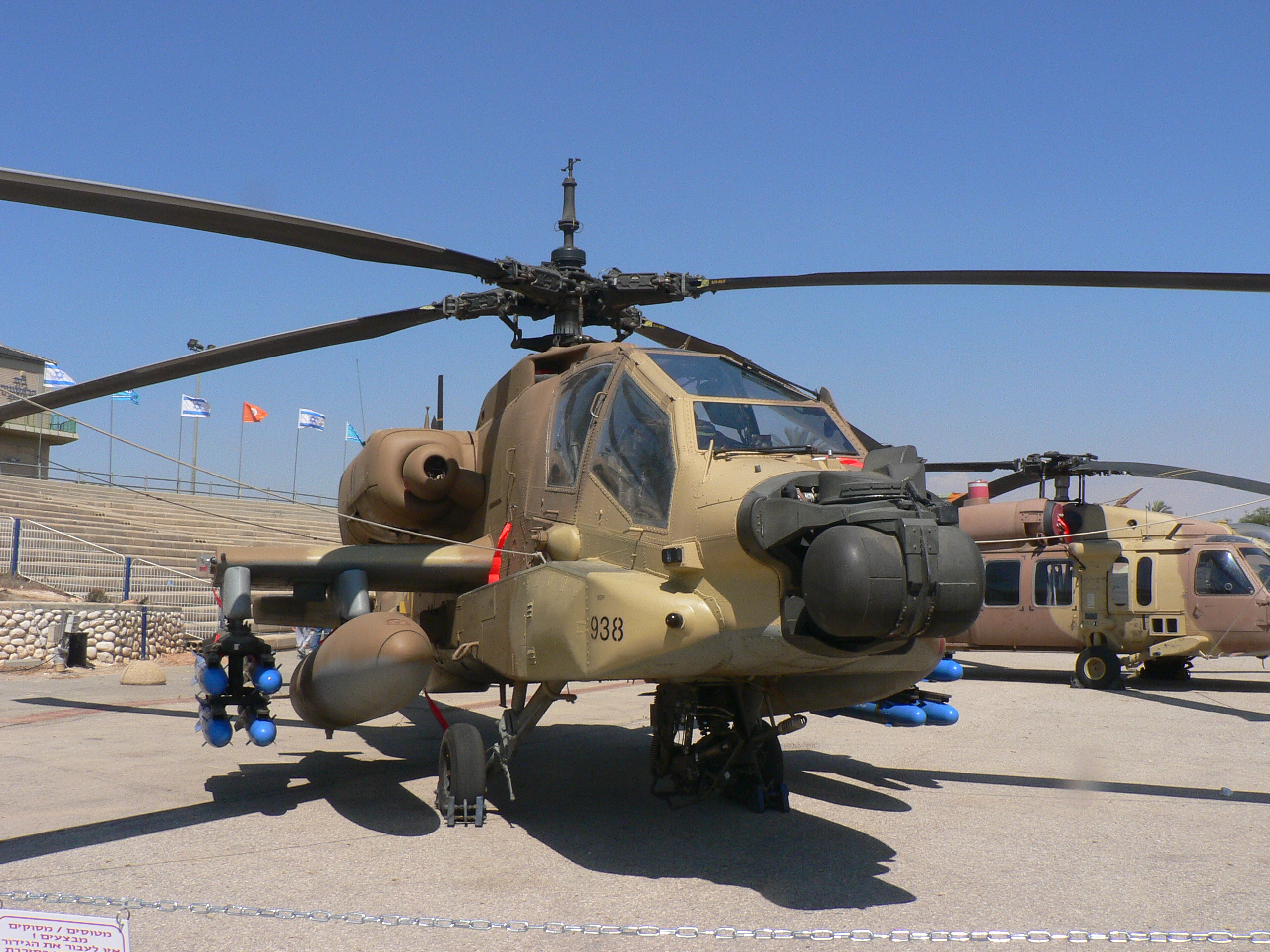
Elicopter militar

Numărul mare de atentate ucigașe însoțite sau nu de auto-aruncarea în aer a atentatorilor în plină inimă a centrelor urbane israeliene - in hoteluri, restaurante, cafenele, în autobuze,  pe străzi etc  au creat, o vreme îndelungată, în ciuda superiorității israeliene din punct de vedere militar, un sentiment de neputință în rândurile populației israeliene. 
Forțele de Apărare Israeliene au fost nevoite să adopte tactici noi, adecvate pentru mediul urban. Ele au recurs pentru apărare la echipamente blindate ca, de pildă, Tancul Merkava, uneori avioane militare F-16s, avioane fără pilot și elicoptere Gunships, acestea ducând adesea și la victime civile, atunci când au trebuit utilizate în zonele urbane [nevoie de citare]. Turnurile de lunetiști au fost folosite pe scară largă în Fâșia Gaza, înainte de retragerea unilaterală israeliană și au fost din ce în ce mai folosite în Cisiordania. Puternic blindate, buldozerele FIL Caterpillar D9 au fost de obicei folosite pentru a detona capcanele și dispozitivele explozive artizanale, pentru a dărâma casele de-a lungul frontierei cu Egiptul care erau folosite pentru în acțiunile  contra trupelor și așezărilor israeliene. Până în februarie 2005, în Israel a avut loc o politică (moștenită de la legile mandatului britanic) de a demola casele civile ce aparțineau sinucigașilor „kamikaze”. Având în vedere număr considerabil de palestinieni care locuiesc în aceeași casă și cantitatea mare de case distruse, precum și daunele colaterale ale demolărilor de case, aceasta a devenit o tactică din ce în ce mai controversată. Familiile care au furnizat informații cu privire la activitățile contra israelienilor, pentru a preveni demolarea caselor lor, riscau să fie pedepsite pentru colaborare, fie de către Autoritatea Palestiniană sau extra-judiciar de către militanți palestinieni. O comisie a Forțelor de Apărare Israeliene care a studiat problema a recomandat să se încheie această politică pentru că nu a fost suficient de eficientă pentru a justifica pătarea imaginii Israelului în opinia publica din lume  și crearea unei stări de spirit negative printre palestinieni.
Cu completă superioritate militară la sol și în aer, s-au efectuat în mod regulat arestări în masă ; la un moment dat, existau aproximativ 6000 de deținuți palestinieni în penitenciarele israeliene, aproximativ jumătate dintre ei fiind arestați temporar fără a fi judecați, în conformitate cu legile israeliene de urgență. Unități de control israeliene au fost instalate în orașe palestiniene și în interconexiunile dintre ele. Poziția Israelului este că zonele tampon de verificare sunt necesare pentru a opri circulația teroriștilor și a limita capacitatea lor de a transfera arme. Observatorii internaționali și organizații pentru drepturile omului le-au perceput ca un control excesiv, umilitor și o cauză majoră a situației umanitare grave din teritoriile ocupate. Timpul petrecut într-un punct de control putea dura mai multe ore, în funcție de situația de securitate din Israel. Punctele de prelucrarea metalelor, magazinele și alte facilități de afaceri suspectate de Israel că ar fi folosite pentru fabricarea de arme erau atacate în mod regulat de aviație. Tactica militară de "stare de asediu" - pe termen lung lockdown civile zone (și ea moștenită de la administrația mandatului britanic) - a fost utilizată adesea. Orașul Nablus a fost ținut sub stare de asediu peste 100 de zile consecutive, în general, două ore pe zi li s-a permis oamenilor să-și obțină alimente sau să facă alte activități.
Deși aceste tactici au fost condamnate internațional, Israelul a insistat că sunt vitale pentru securitatea locuitorilor săi, în scopul de a contracara atacurile teroriste. Serviciile secrete israeliene Shabak au permis forțelor de securitate israeliene (FAI, Magav, poliția YAMAM și unităților de „Mistarabim SF" (soldați israelieni camuflați în arabi) prevenirea de atentate „sinucigașe” prin furnizarea în timp real de atenționări și rapoarte secrete viabile.
Israelul a urmat, de asemenea, o politică de "lichidări țintite", uciderea de militanți și în special a unor comandanți care erau implicați în săvârșirea atentatelor de teroare împotriva israelienilor, pentru a elimina iminente amenințări și pentru a descuraja altele.[necesită citare] Aceasta practică a fost condamnată ca extra-judiciară de către unele organizații internaționale în domeniul drepturilor omului și de Organizația Națiunilor Unite, în timp ce alți factori (cum ar fi Statele Unite) o vedea ca o măsură de auto-apărare împotriva terorismului. Israelul a fost criticat pentru utilizarea de elicoptere gunship și rachete pentru lichidarea comandanților palestinieni în zonele urbane, care de multe ori s-au soldat și cu victime civile. Israelul, la rândul său, a criticat ceea ce el a descris ca o practică de a-i ascunde pe comandanții militanților în zonele civile palestiniene, astfel transformându-i pe conaționalii civili, fără să știe, în scuturi umane.

### Palestinieni
Grupurile militante implicate în violență au inclus Hamas, Jihadul Islamic Palestinian, Frontul Popular pentru Eliberarea Palestinei (FPEP) și Brigada Martirilor Al-Aqsa, legată de Al Fath. Ele au dus o campanie de gherilă cu atacuri ucigașe și „sinucigașe” împotriva Israelului. Echipamanetele militare erau în cea mai mare parte importate, cum ar fi o mare parte din grenade și din centurile explozive, puști de asalt și rachete Qassam. Mașini de aruncat bombe au fost deseori folosite împotriva unor obiective civile și militare, cum ar fi jeep-urile blindate israeliane și punctele de control.
S-a practicat utilizarea unor minori ca sinucigași. Spre deosebire de cele mai multe atacuri sinucigașe, utilizarea copiilor a fost condamnată nu numai de Statele Unite dar și de organizații precum Amnesty International, și chiar de către organizații palestiniene și alți factori din Orientul mijlociu arab. Cel mai tânăr palestinian sinucigaș a fost de 16 ani, Issa Bdeir, un elev de liceu din satul Al Doha, care și-a șocat prietenii și familia, atunci când el însuși a explodat într-un parc din orașul israelian Rishon LeZion, ucigând un băiat, o adolescentă și un om în vârstă. Cel mai tânăr copil care a avut o tentativă de sinucidere cu bombă a avut 14 ani. El a fost capturat de soldați la Huwwara înainte de a-și îndeplini până la capăt misiunea.

## Consecințe pe termen lung
Optimismul generat de acordurile de la Oslo din 1993 și acordurile ce le-au succedat în următorii doi ani au lăsat loc, în urma Intifadei al Aqsa,la mult pesimism în ceea ce privește soluționarea în viitor a conflictului dintre Israel și arabii palestinieni.  Tabăra politică social democrată și conciliantă nu a mai reușit în Israel să convingă electoratul și a pierdut cu totul pozițiile de conducere în anii 2015-2020. Și aceasta, în pofida încetării pentru multă vreme a atentatelor sinucigașe și cooperarea obținută, după moartea lui Yasser Arafat în 2004, între israelieni și serviciile de securitate ale Autorității Palestiniene în scopul combaterii actelor de terorism, mai ales organizate de Hamas, dar și în general. Detașamentele Martirilor Al Aqsa din Cisiordania au fost dizolvate. Israelul a părăsit în anul 2005 Fâșia Gaza, care a întrat curând în stăpânirea organizației islamiste Hamas, care se împotrivește vehement recunoașterii Israelului ca stat și națiune. Hamas nu se consideră obligată de hotărârile Autorității Palestiniene și încercările de reconciliere palestiniană generală până acum nu au avut succes. Hamas a lansat în mai multe rânduri atacuri de rachete (în afară de focuri de armă, zmei incendiari și săparea de tuneluri pentru infiltrarea de militanți în teritoriul Israelului) asupra localităților israeliene de la graniță, uneori chiar asupra orașelor israeliene mai îndepărtate ca Beer Sheva sau Tel Aviv, provocând trei conflagrații militare limitate.  
În lipsa unui acord, Israelul a continuat în decursul anilor construirea de locuințe în așezările evreiești întemeiate în teritoriile palestiniene din Cisiordania și Ierusalimul de est. În anii 2018- 2020 administrația americană Trump a prezentat așa numitul „Plan al Secolului” pentru soluționarea conflictului israelo-palestinian, în termeni care au fost respinși categoric de Autoritatea Palestiniană, dar nu de alți factori arabi suniți din Orientului Mijlociu. În 2020 s-au reluat negocierile dintre Hamas și Al Fath pentru organizarea de alegeri în teritoriile palestiniene.